# Zuo Fen
Zuo Fen (chinesisch 左芬, Pinyin Zuǒ Fēn; * etwa 255; † 300) war eine chinesische Dichterin und Gelehrte der Westlichen Jin-Dynastie.

## Leben
Zuo Fen wurde in der Präfektur Linzi in die Familie eines konfuzianischen Gelehrten hinein geboren. Ihre Mutter starb jung. Ihr Vater Zuo Yong wurde kaiserlicher Beamter mit der Verantwortung über die kaiserlichen Archive. Zuo Fen erhielt eine gute literarische Ausbildung und spielte oft Wortspiele mit ihrem Bruder Zuo Si, der ebenfalls ein berühmter Schriftsteller wurde.
272 ging sie in den Palast und wurde eine Konkubine des Kaisers Wu von Jin. Chinesische Kaiser nahmen zu dieser Zeit Konkubinen nicht nur, um Söhne zu zeugen. Sie nahmen sich literarisch oder anderweitig künstlerisch begabte Frauen. Zuo Fen soll hässlich gewesen sein. Aber der Kaiser genoss ihre literarischen Betrachtungen. Zuo schrieb am Kaiserhof die Rhapsodie der Gedanken über die Trennung, in der sie ihre Frustration über die Trennung von ihrer Familie und dem Rest der Welt ausdrückte. Dass sie ihre Unzufriedenheit mit dem Leben im Palast ausdrückte, was sonst fast niemand tat, ließ sie nicht in der Gunst sinken. Sie erlangte den höchsten Rang einer Edlen Konkubine. Der Kaiser forderte regelmäßig Schriften von ihr, aber sie war oft krank und spielte am Hof keine politische Rolle. Als Kaiserin Yang Yan starb, schrieb sie ihr zu Ehren ein Trauerlied. Fusheng Wu schreibt zu diesem Gedicht: „Das besondere an diesem Werk ist, dass es den Kaiser komplett ignoriert. Zuo Fen konzentriert sich vollständig auf ihre Gefühle und ihre Reaktionen darauf, was das Gedicht in eine intensive persönliche Reflexion auf ihr Schicksal als eingeengt lebende Hofdame verwandelt.“
Zuo Fen starb im Jahr 300.